# Olieworstelen

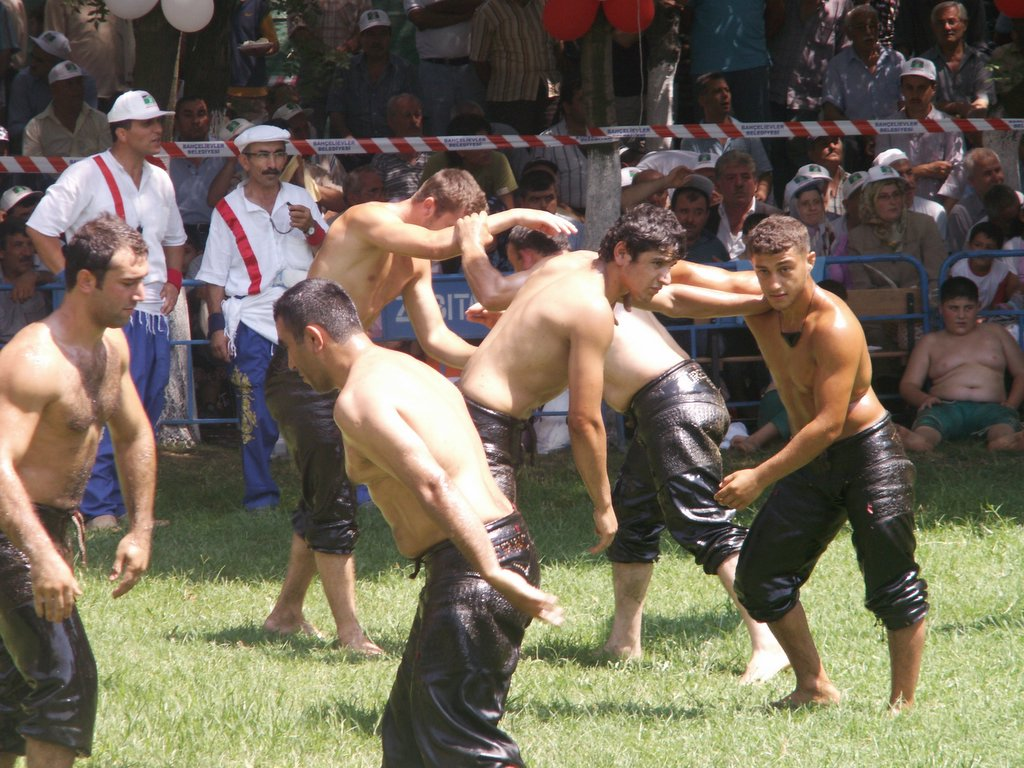
Yağlı güreş wedstrijd in Istanbul

Olieworstelen (Turks: Yağlı güreş) geldt in Turkije als een nationale sport. De sport is echter ook in Bulgarije wijdverbreid, vooral in het zuidoosten van dat land.

## Beschrijving van de sport
Twee worstelaars komen tegen elkaar uit, op een grasveld in de open lucht. De spelers dragen niets anders dan een speciale meestal leren broek, de kispet. Beide spelers smeren zich van top tot teen in met olijfolie, waardoor ze weinig houvast aan elkaar hebben. De wedstrijd wordt geleid door een scheidsrechter.
De strijd kan op twee manieren worden beslist: ofwel door de tegenstander met beide schouders tegen de grond te drukken, ofwel door de tegenstander met een hand tussen zijn kispet te pakken, hem op te tillen en zo drie stappen te lopen (paça kazık).
Yağlı Güreş is een van de moeilijkste en meest gecompliceerde vechtsporten. De sport heeft veel overeenkomsten met Mongools worstelen. Onder invloed van de islam werden de broeken wel langer tot aan de knie.

## Kırkpınar-toernooien
Volgens de overlevering werd het eerste Kırkpınar-toernooi in 1361 in Roemelië/Ottomaanse Rijk gehouden. In zijn huidige vorm worden de toernooien sinds 1925 ieder jaar in juni aan de rand van de stad Edirne op het schiereiland Sarayiçi (Kırkpınar) gehouden. Sinds 2012 is deze traditie opgenomen in de UNESCO-lijst van immaterieel erfgoed.
In 1996 werd het eerste internationale Kırkpınar-kampioenschap, het Amsterdam Kirkpinar, in Nederland gehouden. In 2002 vond het eerste Nederlandse kampioenschap in Den Haag plaats; in 2004 werd het eerste Duitse kampioenschap in Frankfurt am Main gehouden.

## Documentaire over olieworstelaars in Edirne
- https://www.ardmediathek.de/video/europamagazin/tuerkei-die-oelringer-von-edirne/das-erste/Y3JpZDovL2Rhc2Vyc3RlLmRlL2V1cm9wYW1hZ2F6aW4vMTEyYTM1YWMtMzk4MS00MzFlLWJhM2ItZDVlNDFmYWUwYzM1

- https://www.ardmediathek.de/video/weltspiegel/tuerkei-mit-dem-ringkampf-raus-aus-dem-elend/das-erste/Y3JpZDovL2Rhc2Vyc3RlLmRlL3dlbHRzcGllZ2VsLzMxYTQzYjQ5LWE0YTUtNDYxOC1iNzQzLThiNWZjZTBkMzg0Ng

De tweede documentaire toont twee Roma in Turkije-olieworstelaars uit Edirne.